# Campo de iglesia de San Martín del Mar
El Campo de iglesia de San Martín del Mar, situado en el lugar de San Martín, perteneciente a la parroquia de San Martín del Mar, en el municipio asturiano de Villaviciosa, es una unidad formada por la iglesia parroquial y un tejo, elementos entre los que existe una vinculación cultural e histórica, que justifican su calificación como Bien de Interés Cultural.

## Campo de iglesia
Los Campos de iglesia en Asturias, son conjuntos formados por un tejo y un elemento del patrimonio cultural material. El tejo es un árbol de gran relevancia cultural en la región, donde ha representado un papel simbólico a lo largo de la historia. Protagonista en antiguas creencias precristianas, pasó a convertirse con el tiempo en icono identitario de la comunidad parroquial, y a ser considerado actualmente como la representación de un pasado mítico, de una identidad asturiana basada en la tradición y un cuerpo de valores ecologistas y medioambientales.
La profunda implantación de la vinculación entre estos dos elementos, se evidencia en la existencia en Asturias de doscientos quince grupos compuestos de edificio religioso y tejo. De entre todos estos, y por sus especiales características, el Principado de Asturias, ha declarado a doce de ellos, entre los que se encuentra el Campo de iglesia de San Martín de Salas, como Bien de Interés Cultural, con la categoría de Sitio Histórico, por Decreto 61/2017, de 20 de septiembre.

## Iglesia
La iglesia de San Martín del Mar se construyó a finales del siglo XVII, tal y como reza la inscripción que preside el presbiterio “aÑo 1685 se H[i]Ço”, a raíz de la división de la antigua parroquia de San Miguel del Mar, que también incluía la actual de Tazones. En el interrogatorio de Tomás López, redactado en el último tercio del siglo XVIII, se indicaba sucintamente que la iglesia de San Martín “es nueva”.
La iglesia ofrece una planta rectangular de nave única con testero recto. Al exterior presenta dos contrafuertes a la altura del ábside, posiblemente para dotar de estabilidad esta sección constructiva. A este núcleo arquitectónico se adosan un amplio cabildo que recorre los costados suroeste y sureste, y dos sacristías al sureste. Presumiblemente la primera se añadió en el siglo XIX, mientras que la segunda, la que hace paño con el testero, data de 1975.
El cabildo presenta una planta en L y se cubre con tejado a una sola agua. En el lado largo se optó por una solución porticada, consistente en tres columnas sobre zócalo pétreo, dos de fuste circular y otra, la que ocupa la posición central, de fuste cuadrangular con esquinas biseladas. En el corto, adosado al imafronte de la iglesia, se prefirió una solución maciza.
La puerta principal de la iglesia se encuentra en el imafronte y consta de un sencillo arco de medio punto, de una única rosca y con impostas biseladas. Junto a ella se dispone una pila con agua bendita encastrada en el muro. Llama la atención la posición fuertemente lateralizada de esta puerta que, en vez de ocupar el centro de la fachada, escora hacia la izquierda, desconociéndose los motivos para adoptar esta solución constructiva.
La fachada principal se completa con una espadaña bífora, de perfil convexo, remate de frontón triangular y pináculos de bola, que contiene una cartela conmemorativa con los datos sobre su construcción. Las actuales campanas datan de la década de 1940.
El aspecto exterior de la iglesia se encuadra en la estética de los edificios religiosos rurales de finales del siglo XVII, destacando por su sobriedad, regularidad y proporción, y apenas evidencia las profundas intervenciones que experimentó tras sufrir un incendio, al igual que el interior en el que se realizó una reconstrucción muy respetuosa y tendente a recuperar su apariencia original.
A los pies de la iglesia se desarrolla la tribuna, desde donde sólo podían escuchar misa los hombres, mientras que las mujeres debían hacerlo en los bancos de la nave. Ésta se desarrolla a continuación, abriéndose en sus muros laterales sendas hornacinas, a modo de falsas capillas, que albergan las imágenes de la Virgen del Rosario y de Jesús del Sagrado Corazón. Junto a ellas, sobre peanas de madera, se disponen las tallas de San José y San Antonio de Padua. A continuación, un gran arco triunfal de medio punto, con impostas naceladas y realizado en caliza rosa, da paso al presbiterio, que se encuentra situado a una cota más alta que el piso de la nave. El retablo mayor que originalmente presidía este espacio fue sustituido por una sencilla hornacina encastrada en el muro, bordeada por un arco apainelado sobre columnas acordonadas de madera, que alberga la imagen de San Martín. A ambos lados, sobre dos peanas independientes, se sitúan el sagrario y una talla de la Virgen del Carmen. Lo realmente destacable del ábside es la bóveda tabicada que lo cubre, con unas falsas nervaturas y pechinas trazadas con pintura amarilla. Las segundas están decoradas con motivos sencillos de óvalos y cruces, mientras que en la clave se ha pintado en negro una cruz griega.
Durante la Guerra Civil la iglesia de San Martín padeció un importante incendio. En 1940 se elaboró la memoria para la reconstrucción de la iglesia, consistente en la consolidación de los muros internos y externos, pintar, rehacer la cubierta de la nave central y el cabildo, repasar el pavimento de este último, reponer la tribuna e instalar porterías y vidrieras. El presupuesto total de las obras ascendió a veintidós mil ochocientas ocho con treinta pesetas y fue aportado por la Dirección General de Regiones Devastadas (doce mil pesetas) y el resto por los vecinos, que además de recaudar tres mil ciento noventa y siete pesetas, aportaron materiales, colaboraron en la mano de obra y prestaron los medios de transporte necesarios, terminándose las obras el 12 de agosto de 1944. Salvo humedades en la fachada principal, la iglesia se encuentra en muy buen estado de conservación.
Por su antigüedad, esta iglesia forma parte del Inventario del Patrimonio Cultural de Asturias, en virtud de lo establecido en la disposición transitoria tercera de la ley de Patrimonio Cultural de Asturias, que así lo establece para “las edificaciones y en general los inmuebles construidos con anterioridad al año 1800”. Asimismo está incluida en el Inventario de Patrimonio Arquitectónico de Asturias.
A una decena de metros de la iglesia, hacia el este, en una pequeña elevación del terreno, se localiza el cementerio parroquial, que junto a la iglesia y el tejo, forma una unidad de significado, manifestada en la expresión “campo de la iglesia”, que dota de contenido tanto al conjunto como a sus partes.

## Tejo
Frente a la iglesia de San Martín, casi pegado al costado suroeste del cabildo, se levanta un tejo femenino de trescientos veinte centímetros de perímetro troncal. El aspecto general del tejo es bastante preocupante, así el tronco tiene un hueco de gran tamaño originado por la putrefacción de la madera, y la parte oeste de la copa tiene las ramas peladas y secas, si bien la que mira al lado opuesto presenta gran frondosidad y verdor.
Todo indica que el principal motivo para su deficiente salud es el alquitranado del terreno que lo circunda, que llega hasta el mismo tronco y perjudica seriamente a las raíces, aplastándolas con el peso e impidiendo su correcta aireación, aunque algunas han logrado romper esta capa de pavimento y asoman al exterior. Precisamente, la parte más dañada de la copa se corresponde con el terreno asfaltado, mientras que las raíces que se extienden bajo el prado adyacente, al estar bien aireadas y poder absorber los nutrientes del terreno sin dificultad, provocan que esa zona de la copa esté verde y frondosa.
Al lado del tejo, se encuentra un altar de piedra donde se exponía a los fieles el Santísimo Sacramento durante la celebración del Corpus Christi. La localización de estos altares junto a los tejos es habitual en muchos campos de iglesia y reflejan la completa integración de estos árboles en los rituales religiosos y en las celebraciones de la comunidad.